# 1173
1173 (MCLXXIII) var ett skottår som började en måndag i den julianska kalendern.

## Händelser

### Okänt datum
- Östgötakungen Kol Sverkersson stupar, varpå Knut Eriksson utropar sig till kung över hela Sverige.
- Byggandet av det lutande tornet i Pisa påbörjas.
- Mieszko III blir hertig av Polen.
- Béla III blir kung av Ungern.
- Thomas Becket kanoniseras.

## Födda
- Kolbeinn Tumason, isländsk gode och poet.

## Avlidna
- Kol Sverkersson, kung av Östergötland sedan 1167 (stupad).
- Petronella av Aragonien, regerande drottning av Aragonien.